# Myiopagis caniceps
Myiopagis caniceps е вид птица от семейство Tyrannidae.

## Разпространение
Видът е разпространен в Аржентина, Боливия, Бразилия, Венецуела, Гвиана, Еквадор, Колумбия, Панама, Парагвай, Перу и Френска Гвиана.